# 774
774 (DCCLXXIV) je bilo navadno leto, ki se je po julijanskem koledarju začelo na soboto.

## Dogodki
- ? - ustanovljena nadškofija Benetke

## Rojstva
- 27. julij - Kukai, japonski budistični učenjak († 835)

## Smrti
- Amoghavajra, indijski budistični misijonar in prevajalec na Kitajskem († 705)